# Lista de prefeitos de Paulínia
Esta é a lista de prefeitos do município de Paulínia, estado brasileiro de São Paulo.

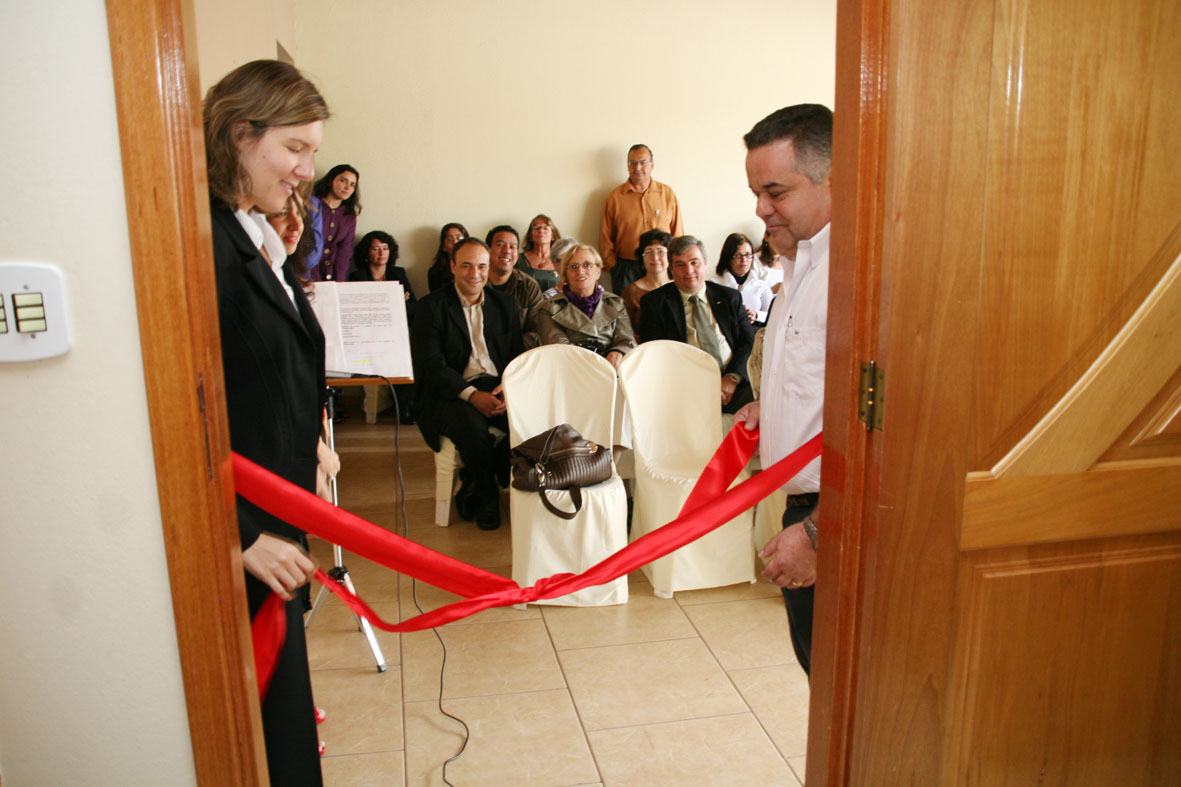
José Pavan Júnior, prefeito eleito em 2008, cassado no ano seguinte e retornando ao cargo após três dias.

O primeiro prefeito de Paulínia, José Lozano Araújo, nasceu em 1898, na cidade paulista de Dourado, e se mudou para Paulínia em 1956, quando ainda era distrito de Campinas. Sua experiência como funcionário aposentado da Assembleia Legislativa de São Paulo o fez ser uma das principais personalidades responsáveis pela emancipação do município. Foi candidato único nas primeiras eleições e assumiu a prefeitura no ano de 1965. Em 1973 Paulínia foi declarada área de segurança nacional pelos militares que governavam o Brasil. A partir daí os prefeitos passaram a ser nomeados pelo governador do estado de São Paulo e com mandatos sem duração definida. Essa situação durou até 1985, quando Benedito Dias de Carvalho se elegeu prefeito do município.
Apenas três prefeitos nasceram em Paulínia: Geraldo José Ballone, José Pavan Júnior e Adelsio Vedovello. Os prefeitos indicados pelo governo estadual eram, em geral, comerciantes, médicos e fazendeiros de confiança por parte das autoridades estaduais, que tinham de indicar pessoas que não ferissem as ideias dos militares que governavam o Brasil.
Edson Moura foi o prefeito que mais tempo ficou na prefeitura (doze anos) seguido de José Pavan Júnior. O atual prefeito de Paulínia é Du Cazellato, eleito em eleição suplementar em 2019. Nove dos prefeitos de Paulínia foram eleitos pela população, três assumiram interinamente e quatro foram nomeados pelo governador, na ocasião da vigência do AI-5.

## Prefeitos
| Prefeitos | Prefeitos                 | Prefeitos | Prefeitos               | Prefeitos                 | Prefeitos                                       |
| --------- | ------------------------- | --------- | ----------------------- | ------------------------- | ----------------------------------------------- |
| Nº        | Nome                      | Partido   | Início do mandato       | Fim do mandato            | Observações                                     |
| 1         | José Lozano Araújo        | PSP       | 21 de março de 1965     | 21 de março de 1969       | Prefeito eleito                                 |
| 2         | Vicente Amatte            | PSP       | 22 de março de 1969     | 31 de janeiro de 1973     | Prefeito eleito                                 |
| —         | Luis Vansan               | -         | 8 de dezembro de 1972   | 13 de dezembro de 1972    | Vice-prefeito no cargo de Prefeito              |
| 3         | Reinaldo Kalil            | ARENA     | 1º de fevereiro de 1973 | 7 de janeiro de 1976      | Prefeito nomeado                                |
| 4         | José Antônio Maranho      | ARENA     | 7 de janeiro de 1976    | 5 de julho de 1979        | Prefeito nomeado                                |
| 5         | Geraldo José Ballone      | PDS       | 5 de julho de 1979      | 29 de setembro de 1983    | Prefeito nomeado                                |
| —         | Sylvio Rodrigues Viamonte | PDS       | 30 de setembro de 1983  | 2 de outubro de 1983      | Presidente da Câmara no cargo de prefeito       |
| 6         | José Pavan                | PDS       | 3 de outubro de 1983    | 31 de dezembro de 1985    | Prefeito nomeado                                |
| 7         | Benedito Dias de Carvalho | PMDB      | 1º de janeiro de 1986   | 31 de dezembro de 1988    | Prefeito eleito                                 |
| 8         | José Pavan Júnior         | PFL       | 1º de janeiro de 1989   | 31 de dezembro de 1992    | Prefeito eleito                                 |
| 9         | Edson Moura               | PMDB      | 1º de janeiro de 1993   | 31 de dezembro de 1996    | Prefeito eleito                                 |
| 10        | Adélsio Vedovello         | PMDB      | 1º de janeiro de 1997   | 31 de dezembro de 2000    | Prefeito eleito                                 |
| 11        | Edson Moura               | PMDB      | 1º de janeiro de 2001   | 31 de dezembro de 2004    | Prefeito eleito                                 |
| 11        | Edson Moura               | PMDB      | 1º de janeiro de 2005   | 31 de dezembro de 2008    | Prefeito reeleito                               |
| 12        | José Pavan Júnior         | DEM       | 1º de janeiro de 2009   | 20 de julho de 2009       | Prefeito eleito cassado por decisão judicial    |
| —         | Marcos Roberto Bolonhezi  | PP        | 21 de julho de 2009     | 22 de julho de 2009       | Presidente da Câmara no cargo de prefeito       |
| —         | José Pavan Júnior         | DEM       | 22 de julho de 2009     | 31 de dezembro de 2012    | Prefeito reempossado judicialmente              |
| 13        | José Pavan Júnior         | PSB       | 1º de janeiro de 2013   | 15 de julho de 2013       | Prefeito empossado por decisão judicial         |
| 14        | Edson Moura Júnior        | PMDB      | 16 de julho de 2013     | 11 de abril de 2014       | Prefeito eleito empossado após decisão judicial |
| —         | Marcos Roberto Bolonhezi  | PP        | 11 de abril de 2014     | 15 de abril de 2014       | Presidente da Câmara no cargo de prefeito       |
| —         | Edson Moura Júnior        | PMDB      | 15 de abril de 2014     | 30 de novembro de 2014    | Prefeito reempossado judicialmente              |
| —         | Marcos Roberto Bolonhezi  | PP        | 1º de dezembro de 2014  | 1º de dezembro de 2014    | Presidente da Câmara no cargo de prefeito       |
| —         | Edson Moura Júnior        | PMDB      | 1º de dezembro de 2014  | 4 de dezembro de 2014     | Prefeito reempossado judicialmente              |
| —         | Marcos Roberto Bolonhezi  | PP        | 4 de dezembro de 2014   | 10 de dezembro de 2014    | Presidente da Câmara no cargo de prefeito       |
| —         | Edson Moura Júnior        | PMDB      | 11 de dezembro de 2014  | 3 de fevereiro de 2015    | Prefeito reempossado judicialmente              |
| —         | Sandro Caprino            | PRB       | 4 de fevereiro de 2015  | 6 de fevereiro de 2015    | Presidente da Câmara no cargo de prefeito       |
| —         | José Pavan Júnior         | PSDB      | 6 de fevereiro de 2015  | 31 de dezembro de 2016    | Prefeito empossado por decisão judicial         |
| 15        | Dixon Ronan Carvalho      | PP        | 1º de janeiro de 2017   | 7 de novembro de 2018     | Prefeito eleito cassado por decisão judicial    |
| —         | Du Cazellato              | PSDB      | 7 de novembro de 2018   | 4 de janeiro de 2019      | Presidente da Câmara no cargo de prefeito       |
| —         | Antônio Miguel Ferrari    | DC        | 4 de janeiro de 2019    | 4 de outubro de 2019      | Presidente da Câmara no cargo de prefeito       |
| —         | Du Cazellato              | PL        | 4 de outubro de 2019    | 31 de de dezembro de 2020 | Prefeito eleito em pleito suplementar           |
| —         | Du Cazellato              | PL        | 1 de janeiro de 2021    | 31 de dezembro de 2024    | Prefeito reeleito                               |
| 16        | Danilo Barros             | PL        | 1° de janeiro de 2025   | Atualidade                | Prefeito eleito em sufrágio universal           |

## Legenda
| cor   | significado                                                                                 |
| Verde | mandatários eleitos por votação direta                                                      |
| Bege  | mandatários nomeados diretamente pelo governo estadual durante a ditadura militar no Brasil |
| Azul  | Assumiram interinamente                                                                     |